# زیردریایی یو-۶۱۶
زیردریایی یو-۶۱۶ (به انگلیسی: German submarine U-616) یک زیردریایی است که طول آن ۶۷٫۱ متر (۲۲۰ فوت ۲ اینچ) می‌باشد. این زیردریایی در سال ۱۹۴۲ ساخته شد.